# باسلیسه
باسلیسه (به ایتالیایی: Baselice) یک کومونه در ایتالیا است که در استان بنونتو واقع شده‌است.

## خصوصیات
باسلیسه ۴۷٫۸ کیلومترمربع مساحت و ۲٬۷۲۰ نفر جمعیت دارد و ۶۲۰ متر بالاتر از سطح دریا واقع شده‌است.